# Палау-Сант-Жорді
Палау-Сант-Жорді (кат. Palau Sant Jordi) — багатоцільова крита спортивна арена, яка розташована у Барселоні, Каталонія, Іспанія. Була побудована у 1990 році для проведення Літніх Олімпійських ігор (1992).

## Історія
Розроблена японським архітектором Арата Ісодзакі, арена була відкрита 21 вересня 1990 року, за два роки до проведення Олімпійських ігор у Барселоні. Вона є шедевром архітектури і сучасної техніки. Її структура і використані матеріали дають їй велику гнучкість, яка дозволяє адаптувати приміщення для проведення найрізноманітніших заходів.

## Спортивні заходи
- 1995: Чемпіонат світу з легкої атлетики в приміщенні 1995.
- 1997: Чемпіонат Європи з баскетболу 1997.[2]
- 2000: Кубок Девіса 2000[en]
- 2002/03: Фінальна гра Євроліги 2002/03[en]
- 2003: чемпіонат світу з водних видів спорту 2003.[3]
- 2011: Біг-ейр під час  чемпіонату світу з сноуборду 2011[en]
- 2013: чемпіонат світу з водних видів спорту 2013[4]
- 25 січня 2013: фінал Чемпіонату світу з гандболу серед чоловіків 2013 року[en][5]
- 2014: одна з шести арен, для проведення Чемпіонат світу з баскетболу 2014.[6]